# Kalmückischer Buddhistischer Tempel in Belgrad
Der Kalmückische Buddhistische Tempel (serb. Калмички будистички храм у Београду/Kalmički budistički hram u Beogradu) in Belgrad, auch Haus der Kalmücken genannt, war eine Stiftung der Kalmücken von 1929 bis 1944 und galt als einer der ersten buddhistischen Tempel in Europa (außerhalb Russlands). Der Tempel bildete die erste buddhistische Gemeinde in Serbien und Jugoslawien.

## Geschichte

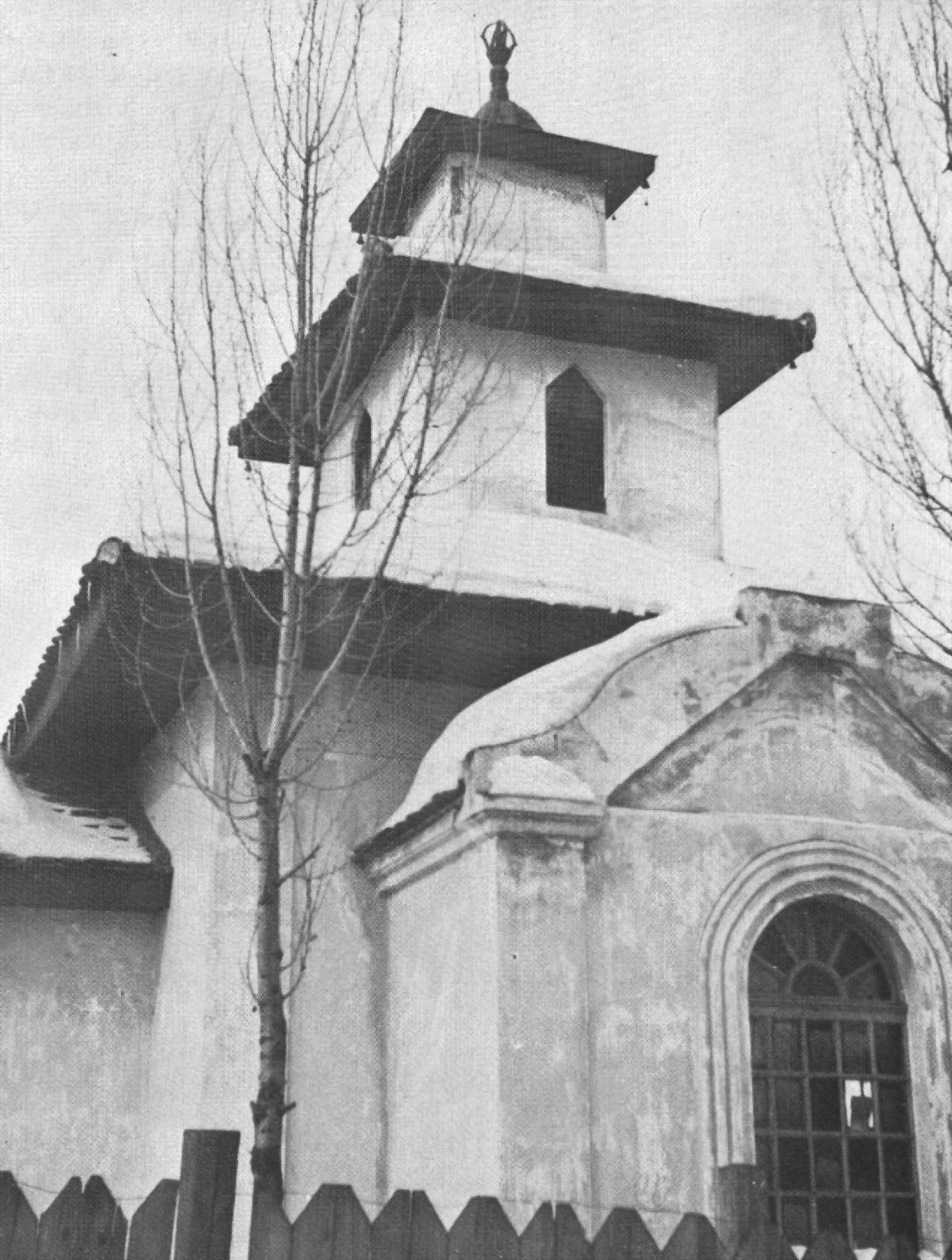
Kalmückischer Buddhistischer Tempel in Belgrad

Nach der kommunistischen Oktoberrevolution und dem darauffolgenden Bürgerkrieg in Russland kamen zahlreiche russische Emigranten nach Serbien, hauptsächlich aus den Reihen der Weißgardisten. Unter ihnen befanden sich einige hundert Kalmücken, die sich vorwiegend in einem damaligen Belgrader Vorort, Mali Mokri Lug, ansiedelten und von der dortigen Bevölkerung anfänglich als Chinesen bezeichnet wurden.
Mit den Kalmücken kamen auch einige buddhistische Priester, die in Privaträumen ihre Andachten abhielten. 1928 wurde die Vereinigung Kalmückische Kolonie gegründet und mit dem Bau des ersten buddhistischen Tempels in Serbien und dem ehemaligen Jugoslawien begonnen. Das Bauland hierfür war ein Geschenk des Belgrader Industriellen Miloš Jaćimović.
Da der Buddhismus im Königreich der Serben, Kroaten und Slowenen (ab 1929 Jugoslawien) zu dem Zeitpunkt staatlich nicht anerkannt war, ersuchte die Kalmückische Kolonie u. a. um die Hilfe der serbisch-orthodoxen Kirche. Deren wohlwollende Antwort und die Weiterleitung der kalmückischen Anliegen an den dafür zuständigen Minister ermöglichten den Kalmücken eine staatliche Anerkennung und die Erlaubnis zum Bau eines buddhistischen Tempels.
Der Tempel wurde 1929 beendet und am 12. Dezember des gleichen Jahres eingeweiht. Alsbald folgte eine Zusammenarbeit mit der britischen Maha Bodhi Society. 1934 stiftete Japan über seinen Botschafter in Bukarest eine bronzene Buddhastatue. Nach 1935 wurde der Tempel durch die Stadt Belgrad finanziell unterstützt. Die finanzielle Unterstützung wurde 1942 während der deutschen Besatzung Serbiens eingefroren. Mit dem Vormarsch der Roten Armee 1944 flohen die Kalmücken zuerst nach Deutschland, um später in die USA zu emigrieren. Damit hörte die erste buddhistische Gemeinde in Belgrad auf zu existieren. Der zum Teil durch die Kriegswirren zerstörte Tempel wurde im Nachkriegsjugoslawien zuerst für kulturelle Zwecke genutzt, um 1950 abgerissen zu werden, an dessen Stelle schließlich eine Fabrik errichtet wurde.
Bis heute ist der Kalmückische Buddhistische Tempel der einzige seiner Art in Belgrad geblieben.